# Бала-Четирман
Бала́-Четирма́н (рос. Бала-Четырман, башк. Бала Сытырман) — село у складі Федоровського району Башкортостану, Росія. Адміністративний центр Бала-Четирманської сільської ради.
Населення — 1426 осіб (2010; 1617 в 2002).
Національний склад:
- башкири — 54%
- росіяни — 30%